# Anaxipha paraensis
Anaxipha paraensis är en insektsart som beskrevs av Rehn, J.A.G. 1918. Anaxipha paraensis ingår i släktet Anaxipha och familjen syrsor. Inga underarter finns listade i Catalogue of Life.